# 西断梁山遗址
西断梁山遗址，位于中国吉林省东丰县一面山乡，为一个省级文物保护单位，类型为古遗址，公布时间为2007年5月31日。该文物保护单位由东丰县文物管理所管理。
西断梁山遗址的历史年代为新石器。